# Chicago Film Critics Association Awards 1991
La cerimonia di premiazione della 4ª edizione dei Chicago Film Critics Association Awards si è tenuta nel 1992 a Chicago, Illinois, per premiare i migliori film distribuiti negli Stati Uniti nel corso del 1991 secondo la Chicago Film Critics Association (CFCA).
Le candidature sono state annunciate nel gennaio del 1992: Barton Fink - È successo a Hollywood e Thelma & Louise sono stati i film più candidati, con sei ciascuno.

## Vincitori e candidati
I vincitori sono indicati in grassetto, con a seguire gli altri candidati in ordine alfabetico:

### Miglior film
- Il silenzio degli innocenti (The Silence of the Lambs), regia di Jonathan Demme
- Barton Fink - È successo a Hollywood (Barton Fink), regia di Joel ed Ethan Coen
- La bella e la bestia (Beauty and the Beast), regia di Gary Trousdale e Kirk Wise
- Boyz n the Hood - Strade violente (Boyz n the Hood), regia di John Singleton
- Thelma & Louise, regia di Ridley Scott

### Miglior film straniero(incompleto)
- Un angelo alla mia tavola (An Angel at My Table), regia di Jane Campion

### Miglior regista(incompleto)
- Jonathan Demme - Il silenzio degli innocenti (The Silence of the Lambs)
- Joel ed Ethan Coen - Barton Fink - È successo a Hollywood (Barton Fink)
- Ridley Scott - Thelma & Louise

### Migliore sceneggiatura(incompleto)
- Ted Tally - Il silenzio degli innocenti (The Silence of the Lambs)
- Joel ed Ethan Coen - Barton Fink - È successo a Hollywood (Barton Fink)
- Callie Khouri - Thelma & Louise

### Miglior attore(incompleto)
- Anthony Hopkins - Il silenzio degli innocenti (The Silence of the Lambs)
- John Turturro - Barton Fink - È successo a Hollywood (Barton Fink)

### Migliore attrice(incompleto)
- Jodie Foster - Il silenzio degli innocenti (The Silence of the Lambs)
- Geena Davis - Thelma & Louise
- Susan Sarandon - Thelma & Louise

### Miglior attore non protagonista(incompleto)
- Harvey Keitel - Bugsy
- John Goodman - Barton Fink - È successo a Hollywood (Barton Fink)

### Migliore attrice non protagonista(incompleto)
- Mercedes Ruehl - La leggenda del re pescatore (The Fisher King)

### Miglior fotografia(incompleto)
- Roger Deakins - Barton Fink - È successo a Hollywood (Barton Fink)

### Attore più promettente(incompleto)
- Ice Cube - Boyz n the Hood - Strade violente (Boyz n the Hood)
- Brad Pitt - Thelma & Louise

### Attrice più promettente(incompleto)
- Juliette Lewis - Cape Fear - Il promontorio della paura (Cape Fear)
- Kimberly Williams-Paisley - Il padre della sposa (Father of the Bride)

### Commitment to Chicago Award
- Irv Kupcinet ed Essie Kupcinet